# Моїола
Моїола (італ. Moiola, п'єм. Mojòla) — муніципалітет в Італії, у регіоні П'ємонт,  провінція Кунео.
Моїола розташована на відстані близько 500 км на північний захід від Рима, 90 км на південь від Турина, 16 км на південний захід від Кунео.
Населення — 233 особи (2014).
Покровитель — San Membotto.

## Демографія
Населення за роками:

Станом на 1 січня 2023 року в муніципалітеті офіційно проживало 26 іноземців з 10 країн, серед них 11 громадян країн Євросоюзу.

## Сусідні муніципалітети
- Борго-Сан-Дальмаццо
- Демонте
- Гайола
- Вальдієрі
- Валлоріате